# さいたま市立内谷中学校
さいたま市立内谷中学校（さいたましりつ うちやちゅうがっこう）は、埼玉県さいたま市南区にある公立中学校。 2028年度までに沼影小学校と浦和大里小学校と統合再編されて設置される「武蔵浦和学園義務教育学校（仮称）」の前期課程（小学1年から小学4年にあたる義務1年から義務4年まで）の校舎の一つとなる（予定）。
また、コトヤマ原作の漫画作品「よふかしのうた」のアニメ版では、主人公が通う中学校が本校をモデルとして登場した。

## 概要
- 武蔵浦和駅から800mほど南に位置し、公立校であるが市内で唯一生徒数が1000人を超えるマンモス校であった。学級数は2025年現在、1・3年生が9クラス、2年生が7クラスとなり、現在の生徒数は1000人には達していない。2013年度および2014年度は、11クラスの学年もあった。また、2020年度から特別支援教室（名称：10組）が設置された。
- 武道場も備えられている。
- 男子の制服は学ラン、女子の制服は紺色のブレザー。なお、内谷中学校には「衣替え」がないため、「夏服着用期間」「冬服着用期間」などといったものはない。しかし、近年の気温上昇による熱中症の予防として、体育着での授業、登下校が許可される月もある。
- 更衣室がないため、生徒は制服の下に体育着を着用して登校する。
- 校舎は5階建てである（屋上は含まない）。
- 学年カラーはレッド・ブルー・グリーン。
- 学年カラーの色によって赤学年・青学年・緑学年にわけられている（令和7年度は赤学年が2年生、緑学年が1年生、青学年が3年生）。
- 各クラスには「クラスカラー」が存在する。体育の授業時及びイベントでは、その色のハチマキを身につける。
  - 1組-赤
  - 2組-白
  - 3組-黄色
  - 4組-青
  - 5組-緑
  - 6組-オレンジ
  - 7組-紫
  - 8組-ピンク
  - 9組-水色
  - 10組-深緑
  - 11組-藤色
- 登下校の時間は8:25までと決められており、時間になったらチャイムが鳴る。チャイムが鳴る数分前に内谷中校歌の「白いノート」が流れる。しかし、5月はさいたま市民の日にあわせさいたま市の歌の「希望の街」が流れる。
- 地区によっては通学に30分以上かかるが、近隣の小学校との安全に配慮して自転車通学は認められていない。
- 正門(西門)、東門、南門の三種類があるが、南門を開放することは基本ない。

## 授業の特色
体育
- 準備運動はEXILEのRising Sunに合わせて行い、「内谷中エクササイズ」と呼ばれている。筋トレ前で終了するバージョンと、腕立て伏せと上体起こしを各16回、反復横跳びを行うロングバージョンが存在するが、後者は現在行なわれていない。
- 2019年までは体育祭の開会式の直後、ラジオ体操第一を1000人を超える人数でそろえて踊るということが伝統だったが、現在は行われておらず、代わりにRising Sunが使われている。体育祭の入場行進中に流れている曲は、ジョン・フィリップ・スーザ作曲『士官候補生』。

## 校歌
- 作詞：榎木冨士夫、作曲：寺島尚彦。
- 校歌としては珍しく、「白いノート」という題名が付けられている。
- 「白いノート」は本校のキーワードであり、同じ名称の生徒会誌が主に広報委員の編集により3月の終業式間際に配られる。

## 沿革
- 1982年（昭和57年）4月1日 - 浦和市立白幡中学校、南浦和中学校から分離し、浦和市立内谷中学校として開校。
- 1982年（昭和57年）8月16日 - プールが完成。
- 2001年（平成13年）5月1日 - さいたま市発足に伴い、さいたま市立内谷中学校に校名変更をした。

## 年間行事
- 4月 - 入学式、始業式
- 5月 - 中間テスト、３年修学旅行
- 6月 - 期末テスト
- 7月 - 終業式
- 8月 - 始業式、復習テスト
- 9月 - 体育祭
- 10月 - 合唱祭、中間テスト
- 11月 - 内谷中フェスタ
- 12月 - 期末テスト、終業式
- 1月 - 始業式
- 2月 - 1・2年百人一首大会(2025年度現在は未実施)、2年舘岩自然の教室
- 3月 - 卒業式、修了式、三送会、学年末テスト

備考
- 1年校外学習、3年修学旅行は年によって時期が異なる。
- 2年舘岩自然の教室は、かつては夏の実施だったが、2014年度より冬の実施となった。

## 専門委員会
注記以外のものは、原則として学級において男女各1名計2名。
- 学級
- 美化
- 保健
- 体育
- 給食
- 図書
- 放送
- 広報
- 緑化
- 合唱祭実行委員（他の委員会との兼任可能）
- （三送会実行委員）各クラス一名
- （選挙管理）各クラス一名
- （装飾）各クラス一名

## 部活動
部活動の加入は、2022年度から部活動は自由制に変更された。外部での活動も部活動として認められる場合もあり、その場合「部活動代替届」を出さなければならない。
- 運動部
  - 野球部
  - ソフトボール部
  - サッカー部
  - 水泳部（男女）
  - バレーボール部（男女）
  - ソフトテニス部（男女）
  - バスケットボール部（男女）
  - 卓球部（男女）
  - 剣道部（男女）
  - バドミントン部（男女）
  - 陸上部（男女）
- 文化部
  - 工芸部
  - 美術部
  - 吹奏楽部
  - 家庭科部
  - パソコン部
  - 科学部
  - 演劇部

## 著名な出身者
- 木塚敦志（元プロ野球選手）
- 藤崎奈々子（タレント）
- 境澤賢一（大相撲力士、元幕内） - 3年次に鳥取市立西中学校へ転校